# Адденд
Адденд (рос. адденд, англ. addend) — молекулярна частинка одного з реактантів, яка бере участь в хімічній реакції приєднання і входить складовою частиною в утворений продукт.
Наприклад, у реакції
4Na + O2 → 2Na2O
частинки  Na і O2 — адденди.